# Kevin Evans (cyclisme)
Pour les articles homonymes, voir Evans.
Kevin Evans (né le 6 juin 1978 à Jozini (en)) est un coureur cycliste sud-africain. Ancien membre de l'équipe MTN Energade, il devient en 2010 champion d'Afrique du Sud du contre-la-montre. Il se consacre principalement au VTT par la suite.

## Biographie
Au début de l'année 2016, il écope d'une suspension de quatre ans pour dopage, à la suite d'anomalies sanguines constatées dans son passeport biologique à partir de mars 2014. Il ne fait pas appel, et décide par la même occasion de mettre un terme à sa carrière cycliste.

## Palmarès sur route
- 2008
  - 5e étape du Tour d'Égypte
  - 3e du championnat d'Afrique du Sud du contre-la-montre
- 2010
  -  Champion d'Afrique du Sud du contre-la-montre
  - 2e du Tour du Cap
  - 3e de la Jock Race
- 2013
  -  Médaillé d'or de la course en ligne aux Maccabiades
  -  Médaillé d'argent du contre-la-montre aux Maccabiades

## Classements mondiaux
| Année           | 2008 | 2009 | 2010   |
| --------------- | ---- | ---- | ------ |
| UCI Africa Tour | 22e  |      | 71e    |
| UCI Europe Tour |      |      | 1 077e |